# Kakata District
Kakata är ett distrikt i Liberia. Det ligger i Margibi County, i den centrala delen av landet, 80 km nordost om huvudstaden Monrovia.